# Grzbiet Wschodni

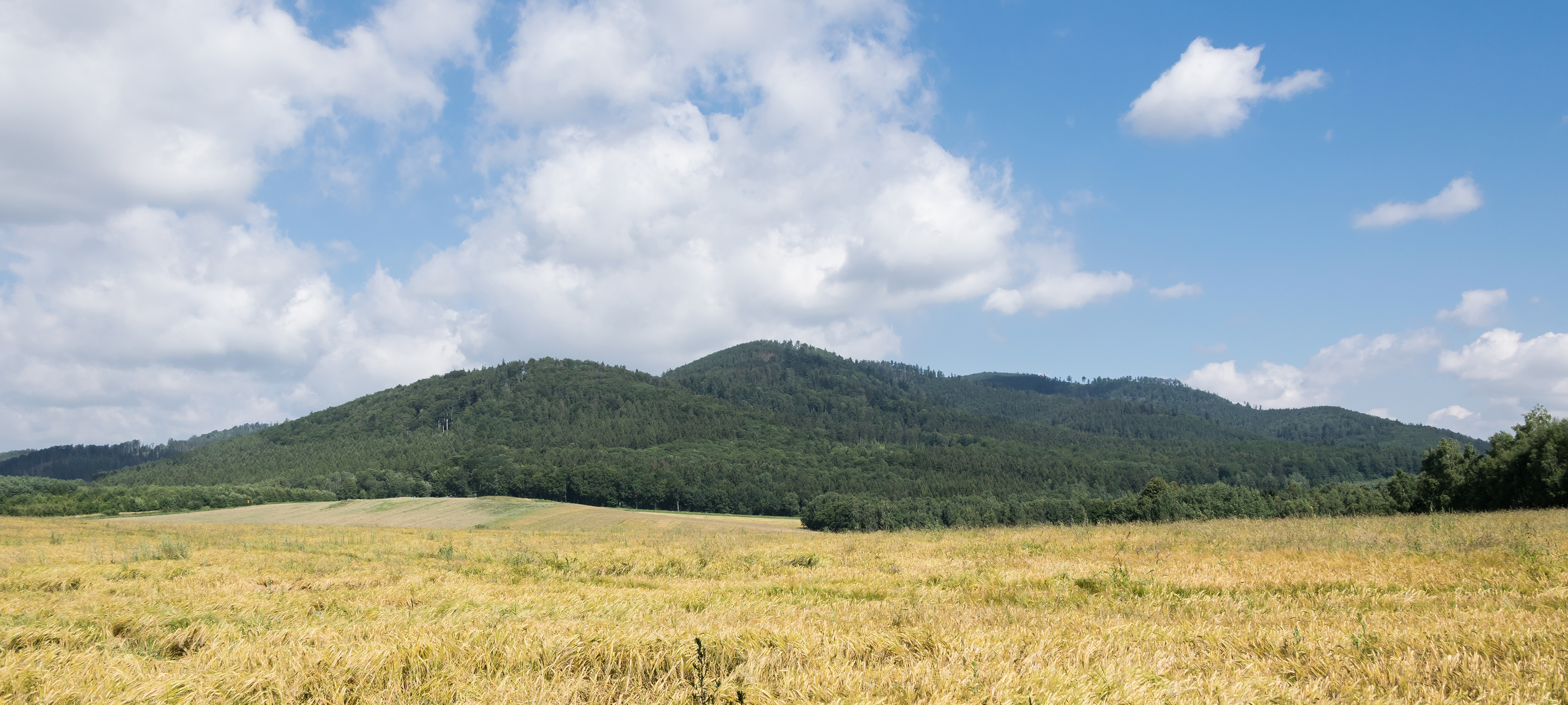
Południowo-wschodnia część Grzbietu Wschodniego

Grzbiet Wschodni – pasmo górskie w Sudetach Środkowych, w Górach Bardzkich.

## Położenie
Pasmo Grzbietu Wschodniego położone jest w południowo-wschodniej części pasma Gór Bardzkich między Przełomem Nysy Kłodzkiej na północnym zachodzie a Przełęczą Kłodzką na południowym wschodzie. U wschodniego podnóża pociętego dolinami potoków położone jest Obniżenie Laskówki.

## Opis
Grzbiet Wschodni ma kształt pojedynczego ostro zarysowanego, niezbyt wysokiego pasma górskiego nie przekraczającego 800 m n.p.m. Jego kulminację stanowi Ostra Góra (752 m n.p.m.) oraz Kłodzka Góra (757 m n.m.) z Szeroką (765 m n.p.m.). Ta ostatnia jest według najnowszych pomiarów najwyższym szczytem Gór Bardzkich.

## Budowa geologiczna
Budowa geologiczna Grzbietu Wschodniego jest zróżnicowana. Większą część obejmują skały metamorficzne należące do struktury bardzkiej. Wśród nich występują apofizy granitoidów masywu kłodzko-złotostockiego, a na południu niewielkie fragmenty metamorfiku kłodzkiego.
Występują tu piaskowce, zlepieńce, łupki ilaste, mułowcowe, krzemionkowe i inne. Poszczególne formacje skalne pochodzą z różnych okresów: kambru, ordowiku, syluru, dewonu i dolnego karbonu. Skały metamorfiku kłodzkiego reprezentowane są przez łupki łyszczykowe, węglanowe oraz marmury (wapienie krystaliczne).

## Rzeźba
Rzeźba grzbietu mimo niewielkich wysokości jest urozmaicona. Grzbiet jest zwarty, zbocza pocięte są licznymi, głębokimi dolinami potoków, a poszczególne szczyty, oddzielone od siebie, wyraźnie zaznaczają się w linii grzbietowej.

## Ochrona przyrody
Większą część Grzbietu Wschodniego obejmuje Obszar chronionego krajobrazu Gór Bardzkich i Sowich. Wzniesienia pokryte są lasami mieszanymi, miejscami o charakterze rzadko już spotykanej puszczy sudeckiej.

## Turystyka
Przez grzbiet wschodni prowadzi szlak turystyczny:
 – niebieski fragment Europejskiego Długodystansowego Szlaku Pieszego E-3 z Barda do Lądka-Zdroju.